# Gare d'Asakusabashi
La gare d'Asakusabashi (浅草橋駅, Asakusabashi-eki) est une gare ferroviaire de la ville de Tokyo au Japon. Elle est située dans le quartier d'Asakusabashi dans l'arrondissement de Taitō. La gare est desservie par les lignes de la JR East et du réseau Toei.

## Situation ferroviaire
La gare d'Asakusabashi est située au point kilométrique (PK) 23,5 de la ligne Chūō-Sōbu et au PK 15,2 de la ligne Asakusa.

## Histoire
La gare a été inaugurée le 1er juillet 1932.

## Services aux voyageurs

### Accès et accueil
La gare dispose d'un bâtiment voyageurs, avec guichet, ouvert tous les jours.

### Desserte

#### JR East
- Ligne Chūō-Sōbu
  - voie 1 : direction Shinjuku, Nakano et Mitaka
  - voie 2 : direction Funabashi et Chiba

#### Toei
- Ligne Asakusa :
  - voie 1 : direction Sengakuji (interconnexion avec la ligne principale Keikyū pour Shinagawa et l'aéroport de Haneda) ou Nishi-Magome
  - voie 2 : direction Oshiage (interconnexion avec la ligne principale Keisei pour Inba-Nihon-Idai, Shibayama-Chiyoda ou l'aéroport de Narita)